# Энергия (футбольный клуб, Николаев)
Футбо́льный клу́б «Эне́ргия» (укр. Футбольний клуб «Енергія») — бывший украинский футбольный клуб из города Николаева Николаевской области. 
Клуб был основан в декабре 2011 года на предприятии «Николаевоблэнерго» по инициативе его генерального директора Юрия Антощенко. «Энергия» становилась победителем региональных любительских турниров, а в сезоне 2013/14 годов выступала во второй лиге чемпионата Украины. Первую часть чемпионата команда завершила на 12 месте. В марте 2014 года главный инвестор отказался финансировать «Энергию» и команда прекратила своё существование. После расформирования клуба девять бывших «энергетиков» и экс-наставник «Энергии» Вячеслав Мазарати перешли в другую городскую команду «Николаев», что позволило этому клубу остаться в профессиональном футболе.

## История

### Создание

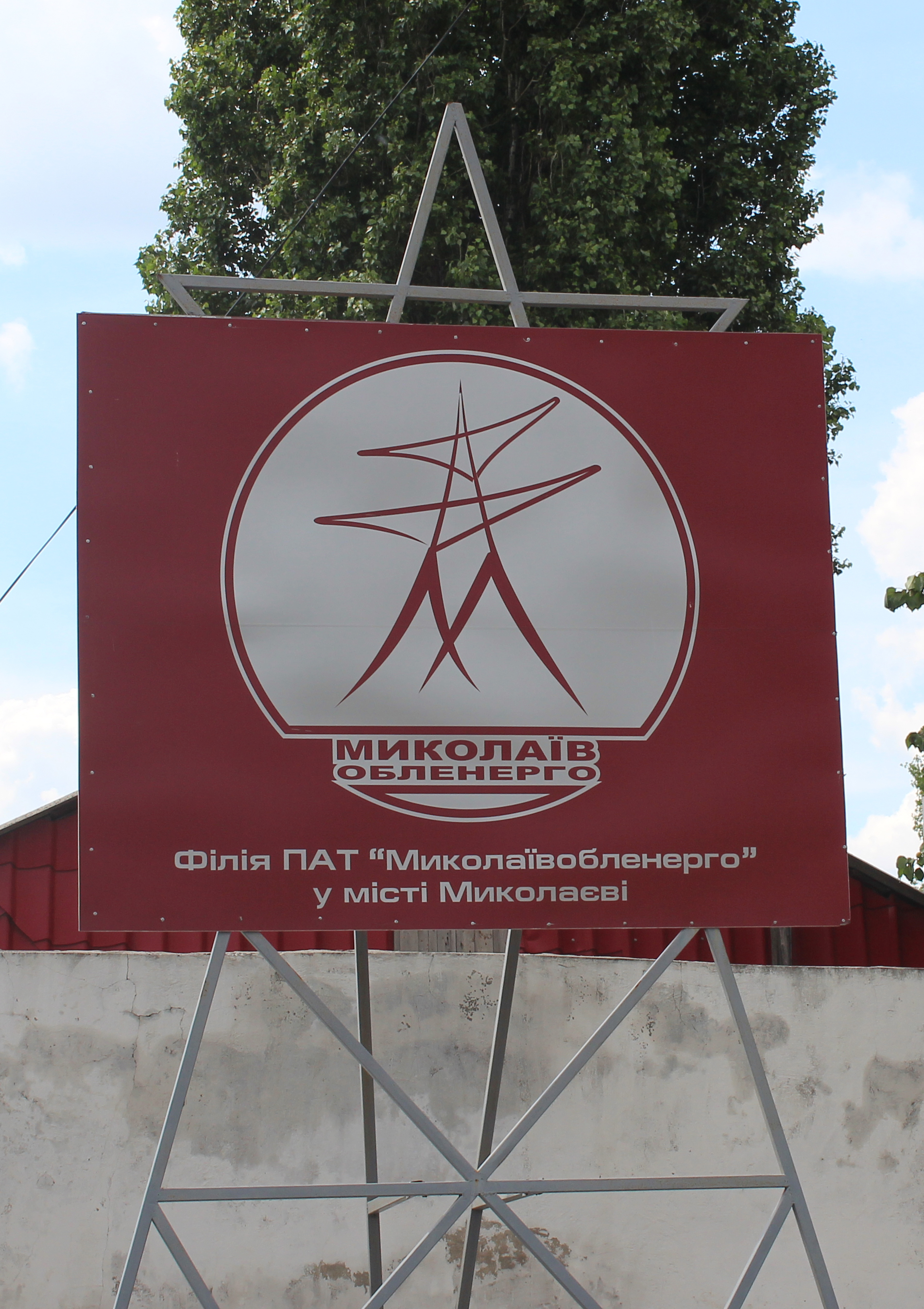
Эмблема главного спонсора команды ПАО «Николаевоблэнерго» па стилизированной колонне у входа на предприятие

В 2011 году по инициативе Генерального директора ПАО «Николаевоблэнерго» Юрия Михайловича Антощенко было решено ко Дню энергетика провести турнир по мини-футболу между командами всех филиалов предприятия. Внутренний футбольный чемпионат стартовал 3 декабря 2011 года. Первый в истории предприятия футбольный турнир привлёк к участию 22 команды от разных его подразделений. Команды соревновались сначала в четырёх группах, затем — в полуфиналах. В финальную стадию прошли футболисты филиалов Николаевского и Арбузинского районов, филиала «Южный» (Корабельный район г. Николаева и Жовтневый район) и 1-я команда Управления. 
17 декабря на ул. Артёма в Корабельном районе состоялся финал, в котором победу одержала команда филиала «Южный» (капитан команды, он же — директор филиала Сергей Кулажкин, — будущий вице-президент «Энергии»). После матча Юрий Антощенко сообщил журналистам, что в ПАО «Николаевоблэнерго» будет создана футбольная команда, которая примет участие в областных соревнованиях.
Уже 21 декабря на искусственном поле Центрального городского стадиона состоялась первая тренировка новой футбольной команды — «Энергия» (Николаев). Тренировкой руководил, назначенный главным тренером, Юрий Чаус, в прошлом николаевский футболист-любитель, ранее не имевший опыта тренерской работы. Футболисты провели разминку, проделали различные упражнения, а затем провели «двусторонку». В первой тренировке команды принимали участие как игроки, имевшие опыт выступлений за любительские коллективы: Шилов, Короев, Пасхалов, Таран, Чорний, Рябченко, Виталий Куянов, Маркитан, Андрейчев и другие, так и работники «Николаевоблэнерго».

### Первые победы

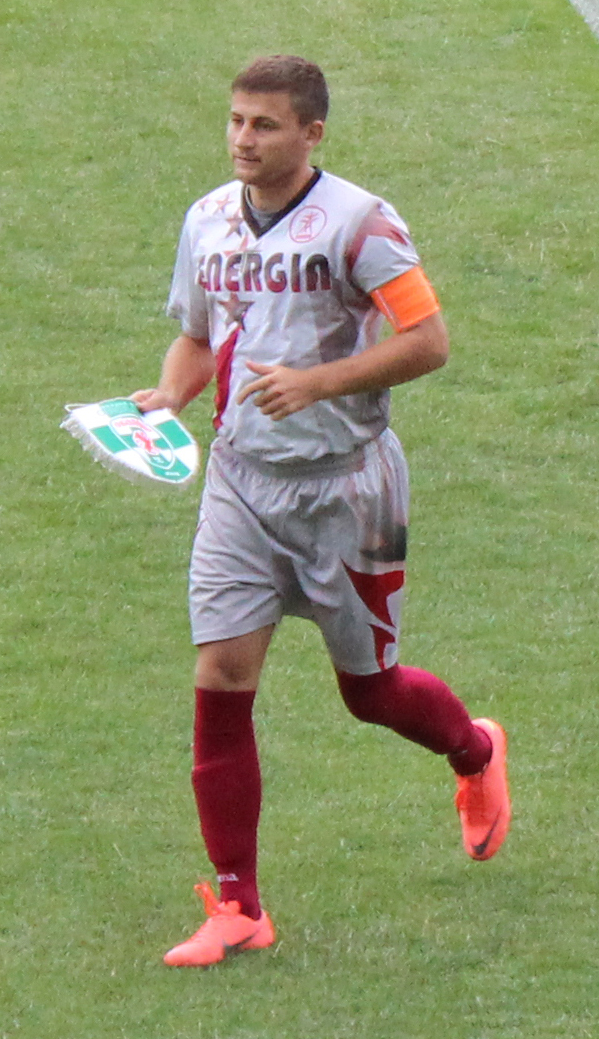
Бессменный капитан «Энергии» с января 2012 года Сергей Гранковский

25 декабря «Энергия» вышла на свой первый в истории матч. В рамках Открытого зимнего чемпионата Николаевской области по футболу во второй группе (второй по значимости дивизион турнира) команда одержала уверенную победу со счетом 4:0 над командой «Торпедо—95». Автором первого забитого мяча в истории команды на 15—й минуте матча стал Евгений Рябченко. Голы в первом матче забивали: Рябченко (15, 26), Русс (61), Никифоренко (63). Цвета клуба в первом матче защищали: Короев, Кулажкин, Рябченко, Синькевич, Шиманец, Малий, Маркитан, Пасхалов, Виталий Куянов, Андрейчев, Чорний. На замены выходили: Гуменюк, Русс, Таран, Кулин, Никифоренко.
Во втором матче, 9 января 2012 года, за «Энергию» дебютировали Буряк, Вячеслав Куянов и Сергей Гранковский — лучший бомбардир чемпионата области 2010, один из лидеров николаевского «Торпедо», многолетнего флагмана любительского футбола области. Именно Гранковский в конце первого тайма дважды поразил ворота соперника. Итог — снова 4:0 (соперник — команда «Богоявленское—ветераны»).
Остаток группового турнира «Энергия» прошла без поражений, завершив его с впечатляющей разницей забитых и пропущенных мячей 67—2 в 11 матчах. В финальном матче за первое место во второй группе была повержена «Висла» из с. Привольное с тем же счетом 4:0. Первая церемония награждения в истории команды проходила 24 марта в перерыве матча команд первой лиги МФК «Николаев» — «Динамо-2». Сергей Гранковский получил индивидуальный приз как лучший игрок в составе команды.

### Путь в фавориты

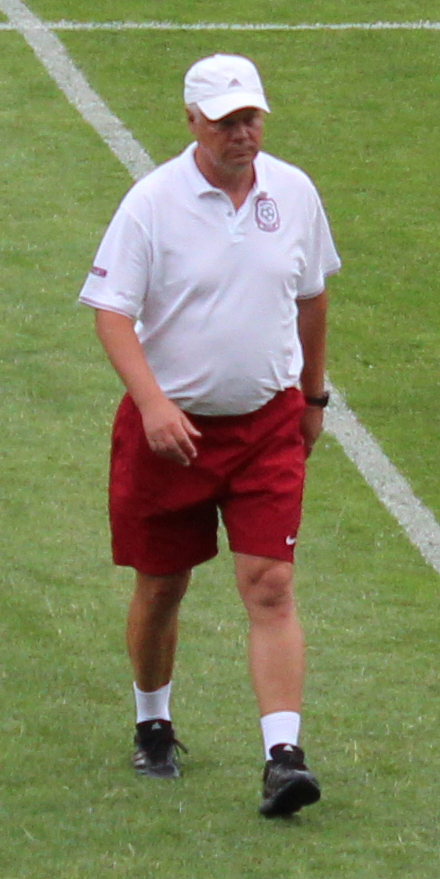
Главный тренер «Энергии» Вячеслав Мазарати

Перед сезоном 2012 года «Энергия» усилила тренерский штаб опытным николаевским специалистом Вячеславом Мазарати, дважды занимавшим пост главного тренера в главной команде города МФК «Николаев». Также ряды команды пополнили ещё двое игроков «Торпедо» Кирилл Шиманец и Денис Рябцев.
В соответствии с регламентом, турниры по футболу среди любительских команд Николаевской области проходили по системе весна—лето. Сезон 2012 года начинался 14 апреля матчами 1/8 Кубка области. В первом же матче сезона жребий свёл энергетиков с многолетним лидером любительского футбола города Николаева — «Торпедо». Первый в истории поединок соседей завершился поражением молодой команды «Николаевоблэнерго» со счётом 0:1 и «вылетом» из розыгрыша Кубка.
Вслед за Кубком, последовало открытие очередного областного чемпионата. На заседании исполкома областной Федерации футбола было принято решение допустить команду СК «Энергия» (Николаев) к участию в высшей лиге, минуя первую. В первом круге команда одержала 7 побед при одной ничьей (0:0 — «Вороновка», бронзовый призёр) и одном поражении от «Торпедо» (0:1). Второй круг «Энергия» прошла со стопроцентным результатом и за тур до финиша чемпионата стала недосягаемой для идущих вторыми «торпедовцев». Историческая первая победа над «Торпедо» была добыта 13 октября в гостевом матче в Южноукраинске на стадионе «Олимп» — 2:0.
Энергетики в дебютном сезоне стали чемпионами области, однако стать сильнейшей любительской футбольной командой николаевщины СК «Энергии» в 2012 году стать не удалось. 3 ноября в завершающем сезон матче за Суперкубок, «Торпедо» оказался сильнее — 0:1, и в шестой раз за 7 сезонов завладел трофеем.

За день до матча за Суперкубок, 2 ноября 2012 года проводилось заседание исполкома ФФНО, посвящённое подведению итогов областного футбольного сезона—2012. В своём докладе председатель Федерации Николай Еропунов озвучил слова президента «энергетиков» Юрия Антощенко, который, по словам Еропунова, заявил: 
Мы идем во вторую лигу!

### Последний региональный турнир
После успешного сезона, на традиционном открытом зимнем чемпионате области 2013 года «Энергия» выступала уже в ранге фаворита. Пройдя турнир без поражений «энергетики» подтвердили этот статус. Команда уверенно с 8 победами и 1 ничьей завоевала золотые медали. В последнем туре состоялся центральный матч турнира. «Энергия», благодаря голу Гранковского, одолела «Торпедо» 1:0. После окончания матча Николаевский городской голова Владимир Чайка пришёл на искусственное поле Центрального городского стадиона. Владимир Дмитриевич поздравил с победой в принципиальном матче и всём турнире президента ФК «Энергия» Юрия Антощенко. На стадионе Чайка пробыл совсем недолго. А вечером Владимир Дмитриевич умер.

### Подготовка к второй лиге

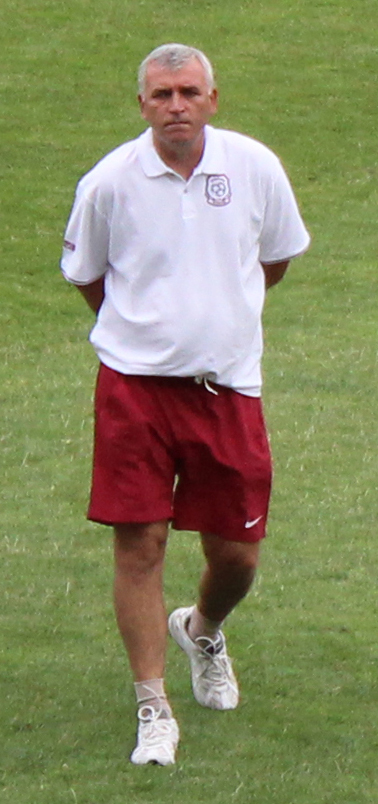
Тренер «энергетиков» Михаил Калита

Задача «идти во вторую лигу» была поставлена. Впереди команду ждала огромная работа по её решению. Клуб подал заявку на прохождение аттестации во вторую лигу. Собрался на тренировочный сбор в Турцию. Провёл несколько товарищеских игр с профессиональными клубами: «Черноморец-U19» (Одесса) — 1:1, «Горняк» (Кривой Рог) — 3:0, ФК «Одесса» — 0:0, «Звезда-U19» (Кировоград) — 6:0. Усилил тренерский штаб ещё одним бывшим главным тренером МФК «Николаев» Михаилом Калитой.
Сезон весна—осень 2013 года рассматривался как подготовительный. Согласно регламенту АЛФУ, если команда намерена выступать во второй лиге, то она обязана отыграть два сезона в областном чемпионате и один — в чемпионате Украины среди любителей. Для «Энергии» это означало необходимость сыграть в любительском чемпионате Украины. В Кубке и чемпионате области команда больше не выступала.

### Любительский чемпионат Украины
В чемпионате Украины среди любительских команд компанию «энергетикам» в четвёртой группе составили коллективы «Колос» (Хлебодаровка Херсонской области), «Бастион» (Черноморск Одесской области), «Гвардеец» (Гвардейское АР Крым), ИТВ (Симферополь) и старый знакомый «Торпедо» (Николаев). 
В стартовом матче турнира «энергетики» принимали «Гвардеец» — соперник опытный и титулованный: двукратный чемпион Автономной Республики Крым, финалист Кубка Крыма, бронзовый призёр любительского чемпионата Украины 2012, финалист любительского Кубка Украины 2011 года. Хозяева заметно доминировали на поле и на 30 минуте игры полузащитник «Энергии» Фарамаз Велиев ударом из-за пределов штрафной площадки открыл счёт. После первого пропущенного мяча «гвардейцы» начали ошибаться и нарушать правила, за что и поплатились. Во втором тайме арбитр назначил очередной штрафной удар в сторону ворот гостей. Полузащитник «Энергии» Денис Рябцев удачно его пробил, удвоив счёт. И уже в добавленное судьёй время ещё один полузащитник николаевцев Кирилл Маркитан в штрафной «гвардейцев» прикрыл мяч корпусом и точно пробил в ближний угол. 3:0 в пользу «Энергии». 
Во втором туре «Энергии» предстоял гостевой поединок с «Торпедо». Матч с принципиальным соперником «энергетики» выиграли 2:1. После этого матча команда «Николаевоблэнерго» с 6 очками возглавила турнирную таблицу, а «Торпедо» имея «0» очков её замыкал. Далее поочерёдно были также разбиты «Колос», «Бастион» и «ИТВ». Второй круг — 0:0 с «Гвардейцами» и снова «Торпедо». Во втором матче против соседей «Энергия» подтвердила звание лидера группы и добилась победы 3:2. Этот поединок стал последним для «энергетиков» на любительском уровне.

### Перед стартом
26 июня 2013 года в Доме футбола ФФУ состоялась ХХІІ Конференция Профессиональной футбольной лиги Украины в ходе которой прозвучало официальное заявление про получение НСК «Энергия» (г. Николаев) Аттестата на право участия во Всеукраинских соревнованиях по футболу среди профессиональных команд 2-й лиги сезона 2013/2014 гг. В связи с этим НСК «Энергия» прекратил участие в чемпионате Украины среди любительских команд, сосредоточившись на подготовке к сезону во второй лиге.
В ходе импровизированного межсезонья «Энергию» традиционно усилили игроки «Торпедо»: Иван Шелест и Сергей Федорченко. Кроме них состав команды пополнили футболисты клубов первой и второй лиги: вратарь МФК «Николаев» Богдан Васильев, нападающий донецкого «Олимпика» Александр Олейник и полузащитники, чемпионы Универсиады 2007, Вадим Гостев (ФК «Одесса») и Игорь Худобяк («Гелиос»).

### Вторая лига
|  |

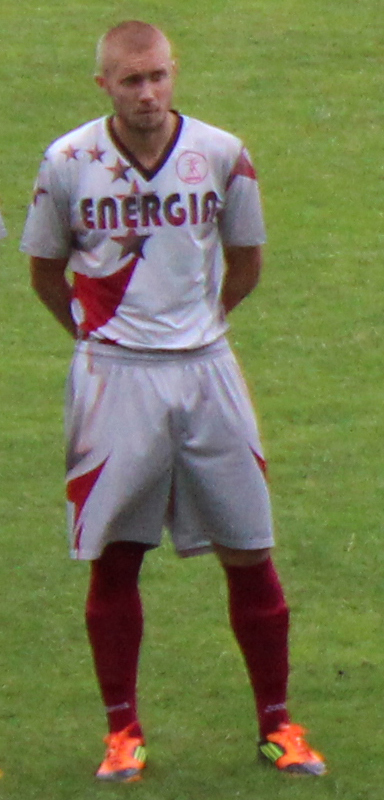
Василий Чернопиский — автор первого мяча, забитого «Энергией» в чемпионатах Украины

14 июля 2013 года состоялся первый матч НСК «Энергия» среди профессионалов. В Киеве на «Оболонь-Арене» команда встретилась с ещё одним новичком турнира «Оболонью-Бровар». Матч завершился вничью 0:0. Цвета клуба в первом матче защищали: Шилов, К. Шиманец, А. Шиманец, Рябченко, Чернопиский, Рябцев, А. Васильев, Федорченко, Велиев, Гранковский, Худобяк. На замены выходилили: Маркитан, Гостев, Олейник, Кулин.
19 июля инициатор создания команды и её президент Юрий Антощенко был освобождён от должности генерального директора «Николаевоблэнерго», но его «детище» продолжило выступления.
Через неделю в первом домашнем матче «энергетики» добыли первую победу в чемпионатах Украины. Перед новичками не устоял ФК «Тернополь» — 2:1. Автором первого мяча, забитого «Энергией» в чемпионатах Украины стал Василий Чернопиский, забивший на 50-й минуте матча. Игра состоялась в Первомайске Николаевской области на стадионе «Центральный». Эта «арена» была выбрана командой «Николаевоблэнерго» в качестве места проведения домашних матчей 2013 года.
Победа в следующей игре над командой «Макеевуголь» вывела дебютанта по ходу турнира на высокую вторую строчку в турнирной таблице. Через неделю «Энергия» смогла защитить эту позицию. Потеснить «энергетиков» со второго места смог лишь календарь турнира, в соответствии с которым николаевцы пропускали матч пятого тура.
В розыгрыше Кубка Украины «энергетики» вступили в борьбу с первого предварительного этапа. 24 июля 2013 года в стартовом матче был разгромлен любительский «ОДЕК» — 3:0. Автором первого мяча «Энергии» в розыгрышах Кубка стал Денис Рябцев. Затем был пройден «Горняк-Спорт» (2:1). В 1/16 финала «энергетиков» одолел представитель Премьер-лиги — одесский «Черноморец» (0:4).
6 ноября 2013 года руководство «Энергии» предупредило ПФЛ о невыходе на матч 21-го тура против «Тернополя». Объясняя причины невыезда, главный тренер «Энергии» Мазарати сообщил, что генеральный спонсор команды — «Николаевоблэнерго» — прекратил финансирование клуба, однако президент клуба пообещал команде, что до конца года «энергетики» доиграют. Следующие матчи 2013 года «Энергия», как и было обещано, отыграла, и в итоге завершила первую часть чемпионата на 12 месте. 
Во время зимнего перерыва команда не собиралась. Игроки поддерживали форму, выступая в любительских коллективах в зимнем чемпионате области и ждали конкретики от руководства клуба.
В феврале 2014 года Юрий Антощенко вернулся на должность руководителя «Николаевоблэнерго», казалось бы, финансовые трудности должны быть позади, но уже 5 марта Антощенко на своей пресс-конференции сообщил, что «Николаевоблэнерго» не будет финансировать спортивный клуб «Энергия». На следующий день на заседании Центрального совета ПФЛ было принято решение о снятии клуба c состязаний.

### Наследие
Из-за прекращения существования николаевской «Энергии», клуб первой лиги из областного центра МФК «Николаев» остался в профессиональном футболе. Если бы «энергетики» не снялись с чемпионата второй лиги, то «Николаев», испытывающий финансовые трудности, не смог бы набрать состав для участия в первенстве. Игроками МФК стали девять бывших «энергетиков». Кроме того, экс-наставник «Энергии» Вячеслав Мазарати возглавил «Николаев».

## Символика клуба

Эмблема клуба в июле — августе 2013 года. В оригинале была выполнена на сером фоне

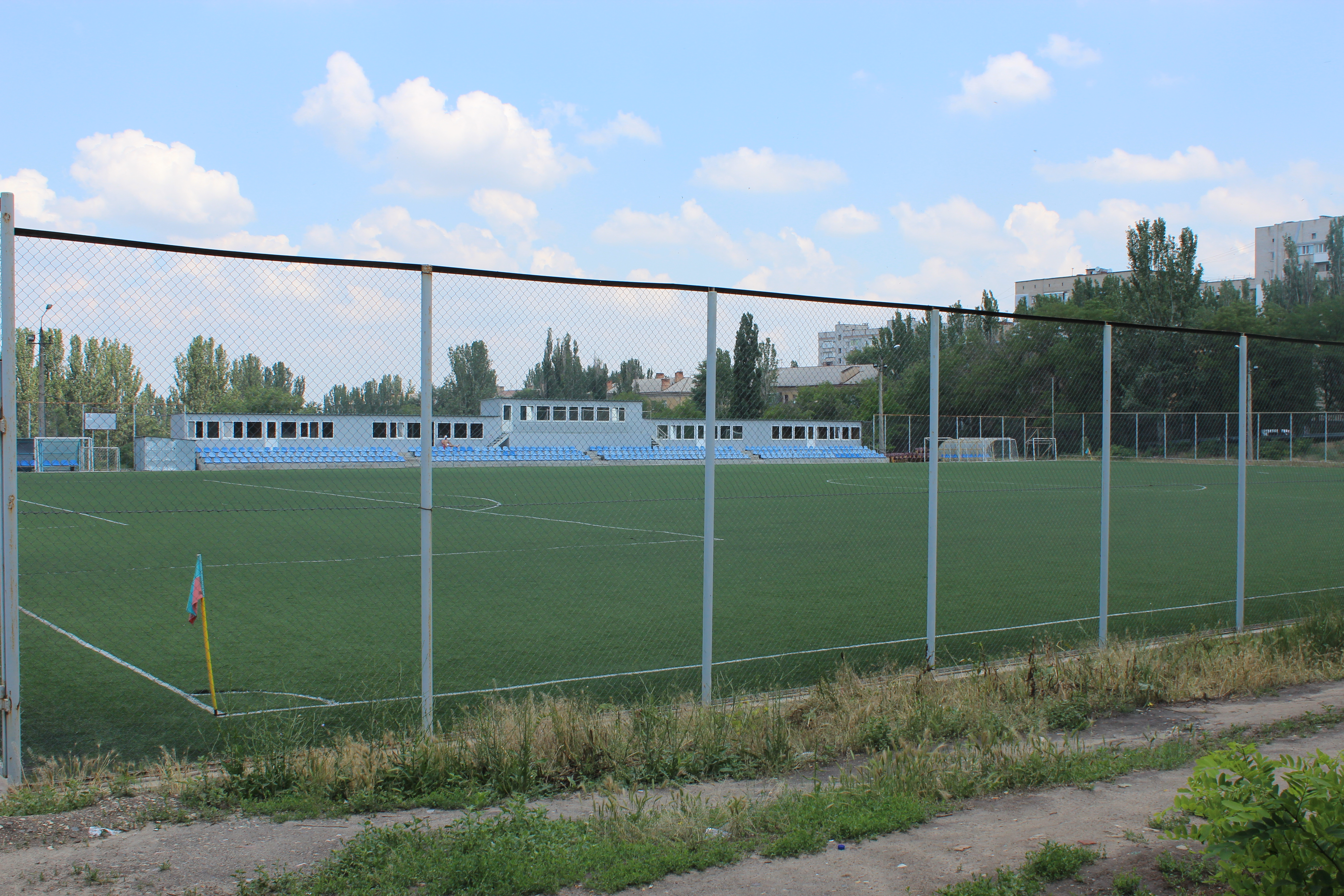
ЦГС. Поле с искусственным покрытием

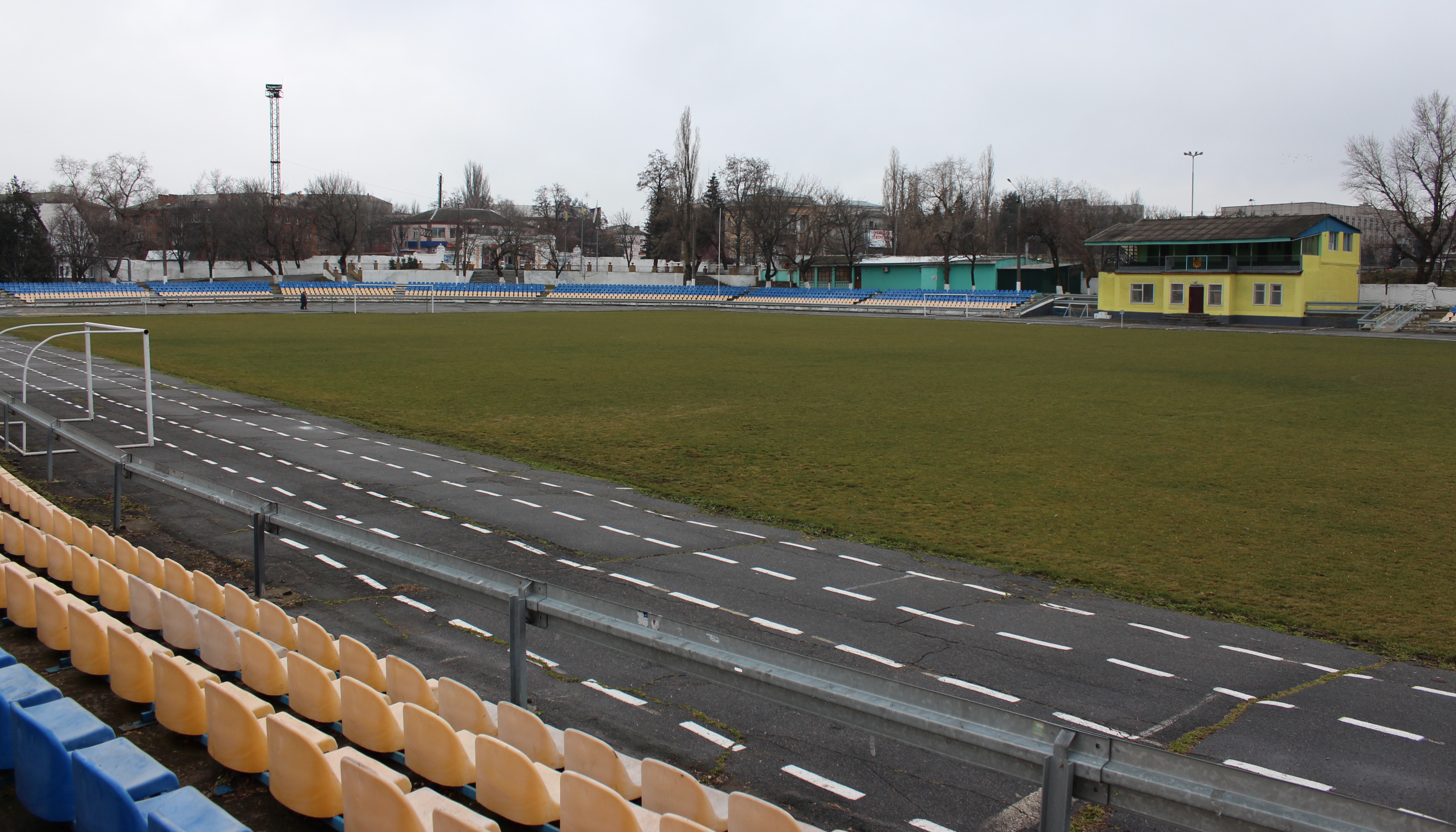
Городской стадион в Первомайске

Основными цветами клуба являлись красный и серый. Эти цвета были взяты по аналогии с палитрой логотипа и оформлением сайта генерального спонсора и инициатора создания футбольной команды — ПАО «Николаевоблэнерго». В этих цветах была выполнена и первая эмблема команды. Она представляла собой геральдический щит в форме видоизменённой растянутой шкуры серого цвета с красной окантовкой. В центре щита была изображена гербовая фигура — футбольный мяч. Над мячом в форме дуги, изогнутой вверх — размещалась надпись на русском языке заглавными буквами красного цвета «Энергия» — название футбольного клуба. Под мячом — надпись на русском языке заглавными буквами красного цвета «СК» — сокращение от «спортивный клуб». Внизу щита на ленте — надпись «20 Николаев 11». Цвет ленты и текста, а также шрифт повторяли цвет щита и текста на нём. Николаев — название города, в котором базировалась «Энергия», 20 и 11 вместе составляли 2011 — год основания клуба (разделено было для симметрии). Впервые данная эмблема была представлена общественности на рубашках-поло тренерского состава команды в день стартового матча «Энергии» во второй лиге 14 июля 2013 года. С того же времени её использовал и официальный сайт ПФЛ на странице с визитной карточкой команды. Эта эмблема отличалась визуальной схожестью с логотипом одесского «Черноморца», что обсуждалось на одесских интернет-порталах. 1 сентября 2013 года на сайте ПФЛ данная эмблема была заменена на новую. Этой эмблемой являлся классический треугольный геральдический щит, в центре которого остался мяч. Слова «Энергия» и «Николаев» также остались на своих местах, но в этом варианте были написаны на украинском языке. Лента теперь была расположена за мячём, изогнута вверх и окрашена в красный цвет. В новой эмблеме появился дополнительный элемент — пять серых звёзд разного размера, расположенных справа от мяча по его периметру. Ни одна из этих эмблем не использовалась на игровой форме футболистов.
В первых матчах «энергетики» выступали в белых футболках с красной окантовкой по бокам и надписью на груди «Николаев». Трусы и гетры были красного цвета. В период с 2012 по 2013 год в матчах любительских турниров трусы и футболки игроков команды были белыми с красными вставками в форме полос, дуг и тому подобного. Надпись «Николаев» на груди поменялась на «СК Энергия» либо «ФК Энергия» в разных вариантах. Красные гетры позже были заменены оранжевыми. В матчах второй лиги команда использовала два варианта формы: белые футболки и трусы с красными, серыми и чёрными вставками, а также рядом звёзд и надписью «Energia», и похожую форму в красно-серой расцветке. Гетры в обоих вариантах — красные. Производителя формы определить не удалось ввиду отсутствия его логотипа. Интернет портал Football.ua назвал эту форму «самой оригинальной формой сезона 2013/14».
| 2011—2012 · зимний ЧНО | 2012 г. · чемпионат НО | 2012—2013 · зимний ЧНО | 2013 г. · чемпионат АЛФУ | 2013—2014 · вторая лига | 2013—2014 · вторая лига |

## Стадион

### Центральный городской (Николаев)
В период 2011—2013 годах, выступая в любительских турнирах, СК «Энергия» проводила домашние матчи в Николаеве на футбольном поле с искусственным покрытием Центрального городского стадиона.

### Молодёжный
Для выступлений во второй лиге «энергетики» намерены были взять в аренду на 25 лет стадион «Молодёжный» (Молодёжный парк по ул. Марии Ульяновой 2-А, Корабельный район города Николаева) и подготовить его для выступлений. В соответствии с требованиями ПФЛ Украины необходимо было установить пластиковые сиденья, табло, отремонтировать и оснастить современной мебелью раздевалки, улучшить качество натурального газона и т. д.. Намеченные работы до старта во второй лиге выполнить не удалось.
На этом стадионе проводили матчи воспитанники ДЮСШ-5 г. Николаева. С 2013 года эта школа являлась подшефным детским клубом НСК «Энергии», как команды второй лиги.

### Городской (Первомайск)
Так как привести «Молодёжный» в соответствие к требованиям ПФЛ не удалось, домашние матчи в чемпионате Украины 2013/14 годов команда проводила в городе Первомайске Николаевской области на «Городском стадионе» (ул. Дзержинского, 7).

## Болельщики
За трёхлетнюю историю клуба даже неофициальное фан-движение у клуба не сформировалось. Этому способствовало наличие в городе других команд, а также проведение домашних матчей «Энергии» во второй лиге в городе Первомайске, куда бесплатный выезд болельщиков организован был лишь однажды. Средняя посещаемость домашних матчей в любительских турнирах и второй лиге не превышала 600 зрителей. Исключением стал матч 25 сентября 2013 года в Первомайске, когда в рамках Кубка Украины «энергетики» встретились с клубом Премьер-лиги. По данным протокола матча, за игрой наблюдали 3 100 зрителей. В этом матче николаевская команда потерпела самое крупное поражение в своей истории — 0:4.
| 25 сентября 2013 г. / среда 1/16 финала | «Энергия» (Николаев) | 0:4 протокол (укр.). Архивировано из оригинала 2 декабря 2013 года. | «Черноморец» (Одесса)                                          | Украина, Первомайск                                                 |
| 16:00 | · Гранковский 83'    | отчёт. Архивировано 1 февраля 2014 года. отчёт.                     | Бакай 1′ · Диденко 40′ · Слинкин 83′ · Валеев 90′ · Валеев 57' | Стадион: «Центральный» Зрителей: 3 100 Судья: Юрий Фощий (Черкассы) |
| «Энергия» (Николаев): Шилов, Гостев, К. Шиманец, Рябченко, Чернопиский, Худобяк, Велиев, Гребинский 72' (А. Васильев 72'), А. Шиманец 59' (Маркитан 59'), Федорченко 69' (Тропин 69'), Гранковский · Остались в запасе: Б. Васильев, Кулин, Олейник, Костюк · «Черноморец» (Одесса): Паст, Вангели, П. Ковальчук, Мартыненко, Слинкин, Бобко 79' (Джа Джедже 79'), Валеев, Диденко , Де Матос 61' (Зубейко 61'), Самодин, Бакай 46' (Приёмов 46') · Остались в запасе: Безотосный, Фонтанельо, К. Ковальчук, Антонов |                      |                                                                     |                                                                |                                                                     |

Посещаемость домашних матчей
| Турнир                  | Чемпионат области                        | Кубок области                        | Любительский чемпионат Украины        | Вторая лига                          | Кубок Украины                               | По всем турнирам                            |
| ----------------------- | ---------------------------------------- | ------------------------------------ | ------------------------------------- | ------------------------------------ | ------------------------------------------- | ------------------------------------------- |
| Сезон                   | 2012                                     | 2012                                 | 2013                                  | 2013/14                              | 2013/14                                     | По всем турнирам                            |
| Стадион                 | Центральный городской (Николаев)         | Центральный городской (Николаев)     | Центральный городской (Николаев)      | Городской (Первомайск)               | Городской (Первомайск)                      | По всем турнирам                            |
| Наибольшая посещаемость | 500 соперник: Степовое 21 октября 2012   | 500 соперник: Торпедо 14 апреля 2012 | 350 соперник: Торпедо 19 июня 2013    | 1 500 соперник: Сталь 3 августа 2013 | 3 100 соперник: Черноморец 25 сентября 2013 | 3 100 соперник: Черноморец 25 сентября 2013 |
| Наименьшая посещаемость | 100 соперник: Первомайск 7 сентября 2012 | 500 соперник: Торпедо 14 апреля 2012 | 250 соперник: Гвардеец 4 августа 2013 | 150 соперник: Скала 26 октября 2013  | 3 100 соперник: Черноморец 25 сентября 2013 | 100 соперник: Первомайск 7 сентября 2012    |
| Сыграно матчей          | 8                                        | 1                                    | 3                                     | 11                                   | 1                                           | 24                                          |
| Сумма зрителей          | 1 900                                    | 500                                  | 900                                   | 6 150                                | 3 100                                       | 12 550                                      |
| Средняя посещаемость    | 240                                      | 500                                  | 300                                   | 559                                  | 3 100                                       | 523                                         |

### Противостояние
Николаевские команды «Торпедо» и «Энергия», с момента образования второй, боролись между собой за право быть лучшими в областных любительских турнирах. Официальный сайт главного спонсора «энергетиков» назвал это противостояние «принципиальным».
В 2011 году, когда была основана «Энергия», в любительском футболе Николаевской области первенствовала другая команда областного центра — «Торпедо». «Торпедовцы» — многократные чемпионы, обладатели Кубка и Суперкубка области, финалисты Кубка Украины (2007), серебряные (2008, 2009) и бронзовые призёры чемпионата Украины (2011). Когда в первый год своего существования «энергетики» фактически с нуля формировали состав, в новую команду из «Торпедо» перешли Сергей Гранковский, Кирилл Шиманец, Денис Рябцев и Василий Чернопиский. Потеря этих исполнителей сразу же сказалась на результатах «Торпедо». Первый же чемпионат области (2012), в котором встретились обе команды, выиграла «Энергия». Следующий титул — зимнего чемпиона (2013) также достался «энергетикам». «Торпедо» же завоевал менее престижные Кубок и Суперкубок, став в этих турнирах той командой, которой удалось остановить «Энергию».
С июня 2013 года команды между собой не встречались, так как «энергетики» перешли в профессионалы, а «торпедовцы» остались любителями, занимаясь в первую очередь созданием современной инфраструктуры клуба.

### Все матчи Энергии против Торпедо
| №                         | Дата и место проведения                     | Турнир                    | Сезон                     | Этап                      | Счёт                      | Авторы мячей у «Энергии»                   | Ист.                            |
| ------------------------- | ------------------------------------------- | ------------------------- | ------------------------- | ------------------------- | ------------------------- | ------------------------------------------ | ------------------------------- |
| 1                         | 14 апреля 2012 года Николаев — ЦГС (ИП)     | Кубок НО                  | 2012                      | 1/8 финала                | 0 : 1                     |                                            | [ 20 ]                          |
| 2                         | 23 июня 2012 года Николаев — ЦГС (ИП)       | ЧНО                       | 2012                      | 7 тур                     | 0 : 1                     |                                            | [ 24 ]                          |
| 3                         | 13 октября 2012 года Южноукраинск — «Олимп» | ЧНО                       | 2012                      | 16 тур                    | 2 : 0                     | Рябченко (78), Булах (84)                  | [ 25 ]                          |
| 4                         | 3 ноября 2012 года Николаев — ЦГС (ИП)      | Суперкубок НО             | 2012                      | финал                     | 0 : 1                     |                                            | [ 26 ]                          |
| 5                         | 2 марта 2013 года Николаев — ЦГС (ИП)       | Зимний ЧНО                | 2013                      | 9 тур                     | 1 : 0                     | Гранковский (43)                           | [ 31 ]                          |
| 6                         | 15 мая 2013 года Николаев — ЦГС (ИП)        | ЛЧУ                       | 2013                      | группа 4                  | 2 : 1                     | Маркитан (44), Рябцев (76, пен.)           | [ 45 ] [ 66 ]                   |
| 7                         | 19 июня 2013 года Николаев — ЦГС (ИП)       | ЛЧУ                       | 2013                      | группа 4                  | 3 : 2                     | Кулин (18), Федорченко (21), Рябченко (59) | [ 67 ]                          |
| Итого: +4=0-3, мячи 8 : 6 | Итого: +4=0-3, мячи 8 : 6                   | Итого: +4=0-3, мячи 8 : 6 | Итого: +4=0-3, мячи 8 : 6 | Итого: +4=0-3, мячи 8 : 6 | Итого: +4=0-3, мячи 8 : 6 | Лучший бомбардир — Рябченко (2)            | Лучший бомбардир — Рябченко (2) |

- Интересный факт: «Торпедо» является единственной любительской командой, которой удавалось одерживать победу в официальных матчах против «Энергии».

## Персоналии

### Руководящий состав
| Должность           | Имя                        | Дата рождения       |
| с 2011 по 2014 годы | с 2011 по 2014 годы        | с 2011 по 2014 годы |
| ------------------- | -------------------------- | ------------------- |
| Президент           | Юрий Михайлович Антощенко  | 19 августа 1962     |
| Вице-президент      | Сергей Викторович Кулажкин | 24 апреля 1961      |
| Администратор       | Сергей Лобанов             | 30 июля 1974        |

### Тренеры
В статистику включены только официальные матчи.
| Имя                             | Гражданство | Начало работы | Окончание работы | У    | И  | В  | Н | П  | МЗ | МП | % В   | Достижения                                        | Источники |
| ------------------------------- | ----------- | ------------- | ---------------- | ---- | -- | -- | - | -- | -- | -- | ----- | ------------------------------------------------- | --------- |
| Юрий Чаус                       | Украина     | 12.2011       | 04.2012          | Люб. | 12 | 12 | 0 | 0  | 71 | 2  | 100,0 | 1 победа во второй группе ЧНО                     | [ 8 ]     |
| Юрий Чаус Вячеслав Мазарати     | Украина     | 04.2012       | 04.2013          | Люб. | 29 | 24 | 2 | 3  | 78 | 13 | 82,76 | 2 победы в первой группе ЧНО 1 победа в Кубке ТЭК | [ 16 ]    |
| Вячеслав Мазарати Михаил Калита | Украина     | 04.2013       | 07.2013          | Люб. | 7  | 6  | 1 | 0  | 17 | 5  | 85,71 |                                                   | [ 39 ]    |
| Вячеслав Мазарати Михаил Калита | Украина     | 07.2013       | 01.2014          | ІІІ  | 22 | 9  | 3 | 10 | 24 | 28 | 40,91 |                                                   | [ 4 ]     |

### Игроки
Ниже представлен список футболистов, игравших в составе «Энергии» в профессиональных турнирах
| №  | Поз. | Имя                 | Чемпионат | Чемпионат | Чемпионат | Чемпионат    | Чемпионат | Кубок Украины | Кубок Украины | Кубок Украины | Кубок Украины | Кубок Украины | Итого | Итого | Итого   | Итого        | Итого    |
| №  | Поз. | Имя                 | Игры      | Голы      | капитан   | Предупреждён | Red card  | Игры          | Голы          | капитан       | Предупреждён  | Red card      | Игры  | Голы  | капитан | Предупреждён | Red card |
| -- | ---- | ------------------- | --------- | --------- | --------- | ------------ | --------- | ------------- | ------------- | ------------- | ------------- | ------------- | ----- | ----- | ------- | ------------ | -------- |
| 14 | ПЗ   | Сергей Гранковский  | 21        | 2 (1)     | 21        | 2            | 0         | 3             | 1             | 3             | 1             | 0             | 24    | 3 (1) | 24      | 3            | 0        |
| 11 | Нап  | Игорь Худобяк       | 21        | 8         | 0         | 2            | 0         | 3             | 1             | 0             | 1             | 0             | 24    | 9     | 0       | 3            | 0        |
| 5  | Защ  | Кирилл Шиманец      | 20        | 1         | 0         | 4            | 0         | 3             | 0             | 0             | 1             | 0             | 23    | 0     | 0       | 5            | 0        |
| 55 | Вр   | Игорь Шилов         | 19        | −23       | 0         | 2            | 0         | 3             | −5            | 0             | 0             | 0             | 22    | −28   | 0       | 2            | 0        |
| 21 | Защ  | Фарамаз Велиев      | 19        | 0         | 0         | 6            | 0         | 3             | 0             | 0             | 1             | 0             | 22    | 0     | 0       | 7            | 0        |
| 18 | Защ  | Евгений Рябченко    | 19        | 2         | 0         | 8            | 0         | 3             | 0             | 0             | 1             | 0             | 22    | 2     | 0       | 9            | 0        |
| 17 | Нап  | Александр Олейник   | 20        | 2         | 0         | 2            | 0         | 2             | 0             | 0             | 0             | 0             | 22    | 2     | 0       | 1            | 0        |
| 9  | ПЗ   | Артём Шиманец       | 18        | 0         | 0         | 1            | 0         | 3             | 0             | 0             | 0             | 0             | 21    | 1     | 0       | 1            | 0        |
| 22 | ПЗ   | Александр Васильев  | 18        | 0         | 0         | 1            | 0         | 3             | 0             | 0             | 0             | 0             | 21    | 0     | 0       | 1            | 0        |
| 13 | Защ  | Василий Чёрнопиский | 17        | 3         | 0         | 0            | 0         | 3             | 0             | 0             | 0             | 0             | 20    | 0     | 0       | 0            | 0        |
| 16 | ПЗ   | Вадим Гостев        | 16        | 0         | 0         | 3            | 1         | 3             | 0             | 0             | 0             | 0             | 19    | 0     | 0       | 3            | 1        |
| 23 | ПЗ   | Сергей Федорченко   | 16        | 3         | 0         | 1            | 0         | 3             | 0             | 0             | 0             | 0             | 19    | 3     | 0       | 1            | 0        |
| 10 | ПЗ   | Денис Рябцев        | 17        | 1 (1)     | 0         | 0            | 0         | 2             | 2             | 0             | 0             | 0             | 19    | 3 (1) | 0       | 0            | 0        |
| 15 | Защ  | Игорь Гребинский    | 13        | 0         | 0         | 3            | 0         | 1             | 0             | 0             | 0             | 0             | 14    | 0     | 0       | 3            | 0        |
| 25 | Нап  | Василий Костюк      | 12        | 0         | 0         | 0            | 0         | 2             | 1             | 0             | 0             | 0             | 14    | 1     | 0       | 0            | 0        |
| 19 | ПЗ   | Владислав Тропин    | 12        | 1 (1)     | 0         | 0            | 0         | 1             | 0             | 0             | 0             | 0             | 13    | 1 (1) | 0       | 0            | 0        |
| 7  | ПЗ   | Кирилл Маркитан     | 10        | 1         | 0         | 0            | 0         | 1             | 0             | 0             | 0             | 0             | 11    | 1     | 0       | 0            | 0        |
| 2  | Защ  | Антон Барталёв      | 9         | 0         | 0         | 1            | 0         | 0             | 0             | 0             | 0             | 0             | 9     | 0     | 0       | 1            | 0        |
| 20 | ПЗ   | Вячеслав Куянов     | 4         | 0         | 0         | 0            | 0         | 0             | 0             | 0             | 0             | 0             | 4     | 0     | 0       | 0            | 0        |
| 8  | Защ  | Иван Кулин          | 4         | 0         | 0         | 2            | 0         | 0             | 0             | 0             | 0             | 0             | 4     | 0     | 0       | 2            | 0        |
| 1  | Вр   | Богдан Васильев     | 3         | −2        | 0         | 0            | 0         | 0             | 0             | 0             | 0             | 0             | 3     | −2    | 0       | 0            | 0        |
| 15 | Защ  | Иван Шелест         | 1         | 0         | 0         | 0            | 0         | 0             | 0             | 0             | 0             | 0             | 1     | 0     | 0       | 0            | 0        |

## История выступлений

### Футбол
| Сезон                                       | Название клуба | Лига | Лига                       | Лига     | Лига | Лига | Лига | Лига | Лига | Лига | Лига | Лига   | Лига                      | Кубок                                             | Ком.    | Ист.   |
| Сезон                                       | Название клуба | У    | Дивизион                   | Место    | И    | В    | Н    | П    | МЗ   | МП   | О    | Посещ. | Бомбардир                 | Кубок                                             | Ком.    | Ист.   |
| ------------------------------------------- | -------------- | ---- | -------------------------- | -------- | ---- | ---- | ---- | ---- | ---- | ---- | ---- | ------ | ------------------------- | ------------------------------------------------- | ------- | ------ |
| Региональные турниры                        |                |      |                            |          |      |      |      |      |      |      |      |        |                           |                                                   |         |        |
| 2012 (з)                                    | Энергия        | Люб. | Зимний ЧНО Вторая группа А | 1 из 12  | 11   | 11   | 0    | 0    | 67   | 2    | 33   | 200    | Гранковский (19)          | —                                                 | [ ~ 1 ] | [ 14 ] |
| 2012 (з)                                    | Энергия        | Люб. | Финал                      | 1 из 2   | 1    | 1    | 0    | 0    | 4    | 0    | 3    | 200    | Гранковский (19)          | —                                                 | [ ~ 1 ] | [ 14 ] |
| 2012                                        | Энергия        | Люб. | ЧНО Высшая лига            | 1 из 10  | 18   | 16   | 1    | 1    | 44   | 7    | 49   | 240    | Булах (10)                | Кубок области 1/8 финала Суперкубок области финал | [ ~ 2 ] | [ 71 ] |
| 2013 (з)                                    | Энергия        | Люб. | Зимний ЧНО Высшая лига     | 1 из 10  | 9    | 8    | 1    | 0    | 34   | 4    | 25   | 220    | Гранковский (5)           | —                                                 | [ ~ 3 ] | [ 30 ] |
| Чемпионат Украины среди любительских команд |                |      |                            |          |      |      |      |      |      |      |      |        |                           |                                                   |         |        |
| 2013                                        | Энергия        | АЛФУ | ЛЧУ 4 группа               | 2 из 6   | 10   | 6    | 1    | 3    | 17   | 5    | 19   | 300    | Маркитан (3) Рябченко (3) | —                                                 | [ ~ 4 ] | [ 72 ] |
| Чемпионат Украины                           |                |      |                            |          |      |      |      |      |      |      |      |        |                           |                                                   |         |        |
| 2013/14                                     | НСК Энергия    | IIІ  | Вторая лига                | 12 из 19 | 22   | 9    | 3    | 10   | 24   | 28   | 30   | 559    | Худобяк (8)               | Кубок Украины 1/16 финала                         | [ ~ 5 ] | [ 4 ]  |

### Мини-футбол
В период с 22 по 26 мая 2012 года «Энергии» принимала участие в турнире по мини-футболу «Кубок ТЭК 2012», проходившем в Киеве. Соревнование собрало 16 команд, представляющих энергоснабжающие, газоснабжающие и угледобывающие предприятия Украины. Матчи с участием николаевцев завершились с такими результатами:
| Этап           | Соперник                                     | Счёт             |
| -------------- | -------------------------------------------- | ---------------- |
| групповой этап | ДТЭК „Шахта «Комсомолец Донбасса»“ Кировское | 3:2              |
| групповой этап | «Востокэнерго» Донецкая область              | 7:6              |
| групповой этап | «Дикси-Центр» Киев                           | 11:6             |
| 1/4 финала     | «Запорожьеоблэнерго» Запорожье               | 8:0              |
| 1/2 финала     | «Гриффин» Киев                               | 3:2              |
| финал          | ДТЭК «Ровенькиантрацит» Ровеньки             | 3:3 (п.п. 12:11) |

СК «Энергия» завоевала чемпионский титул и привезла «Кубок ТЭК 2012» в Николаев.

## Трофеи

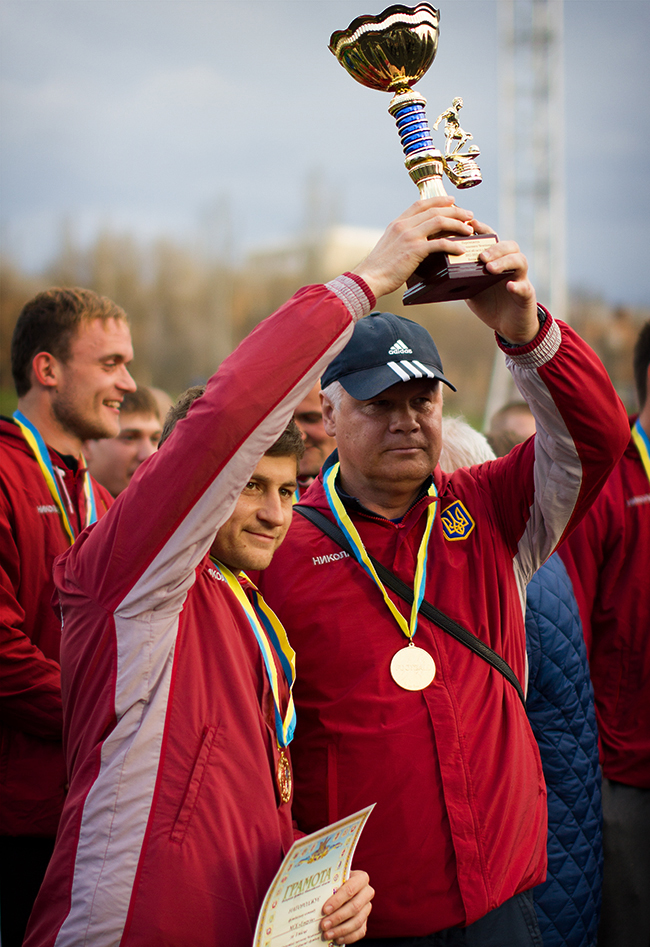
Сергей Гранковский и Вячеслав Мазарати с трофеем, вручаемым победителю открытого зимнего чемпионата Николаевской области по футболу 2012/13 гг

### Национальные чемпионаты
Вторая лига Украины:
- Участие (1 раз): 2013/14.

### Любительские соревнования
Чемпионат Николаевской области:
- Победитель (1 раз): 2012[71]

Открытый зимний чемпионат Николаевской области:
- Победитель (1 раз): 2012/13[75].
- Победитель второй группы (1 раз): 2011/12[14].

### Другие
Кубок ТЭК (мини-футбол):
- Победитель (1 раз): 2012[73][74].

## Рекорды

### Первые матчи
- Первый матч в истории: 25 декабря 2011 года — против «Торпедо—95» (Николаев), 4:0
- Первый матч в чемпионате Украины: 14 июля 2013 года — против «Оболонь-Бровар» (Киев), 0:0
- Первый матч в Кубке Украины: 24 июля 2013 года — против «ОДЕК» (Оржев), 3:0

### Рекордные победы
- Самая крупная победа в чемпионатах Украины: 
  - 3:0 — против «Арсенал-Киевщина» (Белая Церковь), 22 сентября 2013 года[76]
- Самая крупная победа в розыгрышах Кубка Украины:
  - 3:0 — против «ОДЕК» (Оржев), 24 июля 2013 года[77]

### Рекордные поражения
- Самое крупное поражение в чемпионатах Украины: 
  - 0:2 — против «Шахтёр-3» (Донецк), 17 августа 2013 года[78]
  - 0:2 — против «Горняк» (Кривой Рог), 22 августа 2013 года[79]
- Самое крупное поражение в розыгрышах Кубка Украины:
  - 0:4 — против «Черноморец» (Одесса), 25 сентября 2013 года[80]